# Larentia horismeata
Larentia horismeata är en fjärilsart som beskrevs av Fletcher 1953. Larentia horismeata ingår i släktet Larentia och familjen mätare. Inga underarter finns listade i Catalogue of Life.